# Association des football clubs Creil

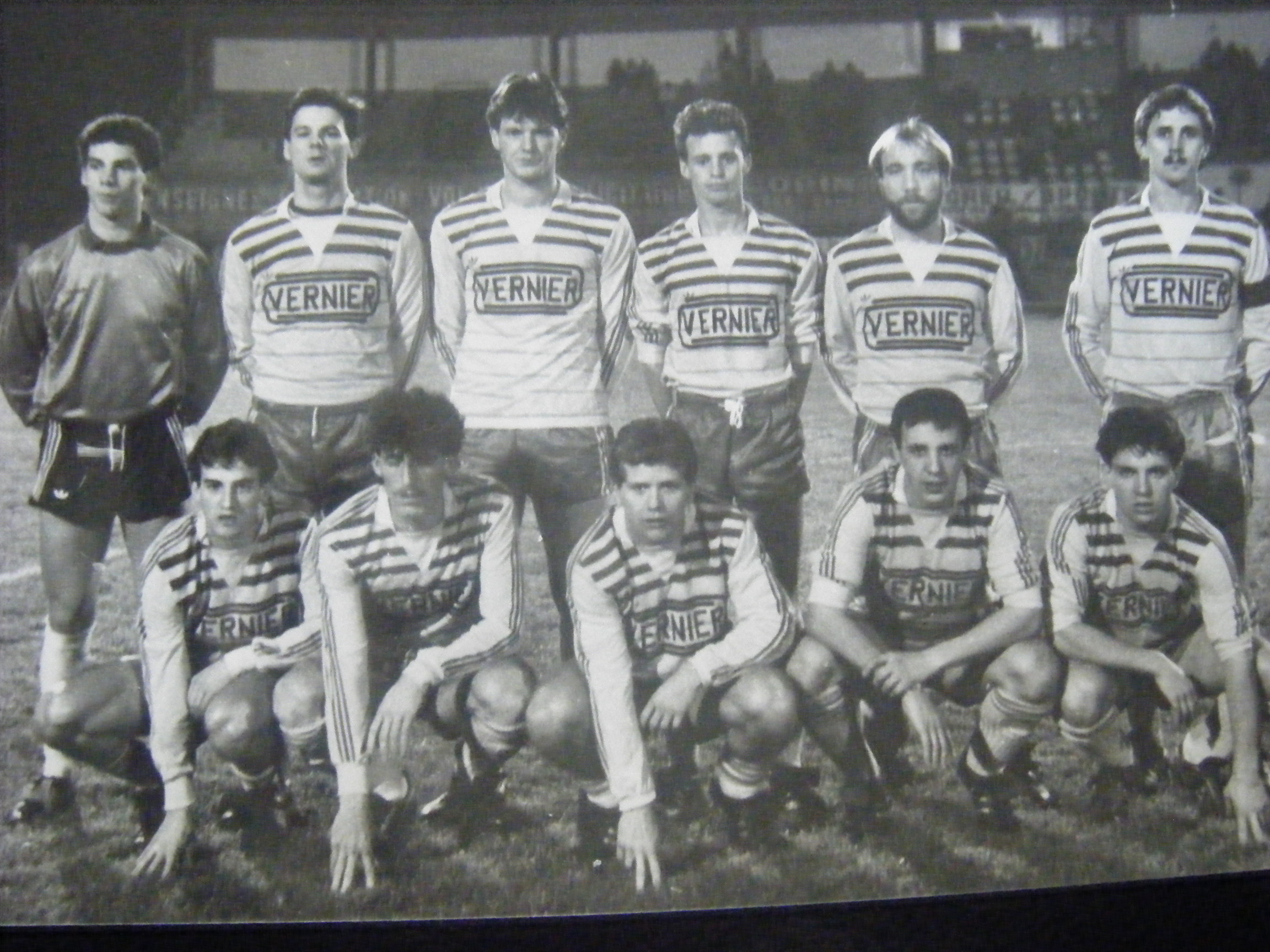
A stade Vélodrome de Creil, accroupis de gauche à droite LORY, GUILLON, TALLEUX, ORRIERE, DUGROSPREZ, debout de gauche à droite PARIZE, HERCELIN, PAHUD, ALIX, VILMONT, GILLION

 (mai 2023).
Si vous disposez d'ouvrages ou d'articles de référence ou si vous connaissez des sites web de qualité traitant du thème abordé ici, merci de compléter l'article en donnant les références utiles à sa vérifiabilité et en les liant à la section « Notes et références ».
L'Association des Football Clubs Creil est un club français de football fondé en 1906 et basé à Creil. 
Le club retrouve en 2010 le championnat de Division d'Honneur (Niveau VI) de la Ligue de Picardie de football.
Sous l'appellation ASC Creil, le club évolua en deuxième division du championnat de France entre 1970 et 1972.

## Histoire
Créé en 1906 sous le nom AS Creil, le club devient en 1959 l'ASC Creil à la suite de la fusion avec le club de Nogent-sur-Oise. Il évolue deux saisons en deuxième division, en 1970-1971 et 1971-1972. 
Relégué, les deux clubs se séparent redevient l'AS Creil. Il évolue pratiquement sans discontinuer en Division 3 de 1975 à 1987. Stefan Białas en est l'entraîneur-joueur de 1983 à 1985. Jean-Marc Adjovi-Boco y évolue également de 1984 à 1986.
En 1992, le club est relégué en première division de district. Il est dissous et refondé en FC Creil. En 2004, une fusion donne naissance à l'association des football clubs de Creil. À l'issue de la saison 2018-2019, le club est en proie à des difficultés financières.

## Entraîneurs
- 1953-1959 :  Spasoje Nikolić
- 1983-1985 :  Stefan Białas
- 1972-oct. 1978 :  Spasoje Nikolić

## Palmarès
- Champion de Division d'Honneur Picardie : 1969, 1975, 1998